# Niveria xishaensis
Niveria xishaensis is een slakkensoort uit de familie van de Triviidae. De wetenschappelijke naam van de soort is voor het eerst geldig gepubliceerd in 1997 door Ma.